# Mas de Serrano
El Mas de Serrano és un mas situat al municipi d'Aldover, a la comarca catalana del Baix Ebre. Es troba arran del barranc de la Conca de Sant Julià.